# Plata quemada
Plata quemada (tj. Hořící peníze) je argentinsko-španělsko-francouzský hraný film z roku 2001, který režíroval Marcelo Piñeyro. Film o skupině bankovních lupičů byl natočen podle románu argentinského spisovatele Ricarda Piglia, který se inspiroval skutečnými událostmi, které se odehrály v období od 28. září do 4. listopadu 1965 v Buenos Aires a Montevideu. Protože film zobrazuje mj. homosexuální scény, byl v několika státech Latinské Ameriky zakázán.

## Děj
Členy kriminální bandy Los Mellizos je dvojice Nene a Ángel, kterým se říká dvojčata. Nejsou bratři, ale milenci. Dostanou nabídku účastnit se přepadení dodávky převážející výplatu pro městskou policii. Přepadení vymysleli bývalý zpěvák Florian Barrios a jeho bratranec, který pracuje jako městský úředník. Najmou proto dvojčata a Cuerva jako řidiče. Přepadení vozu se však neobejde bez komplikací, Ángel je zraněn a Nene zastřelí dva policisty. Policie vyhlásí hon na členy skupiny, takže se musejí opřesunout tajně z Buenos Aires do Montevidea. Nene, Ángel a Cuerva se skrývají v bytě u dívky Tabaré, která je však udá policii. Všichni v následující přestřelce zahynou.

## Obsazení
| Eduardo Noriega    | Ángel           |
| Leonardo Sbaraglia | Nene            |
| Pablo Echarri      | Cuervo          |
| Leticia Brédice    | Giselle         |
| Ricardo Bartis     | Fontana         |
| Dolores Fonzi      | Vivi            |
| Carlos Roffé       | Nando           |
| Daniel Valenzuela  | Tabaré          |
| Héctor Alterio     | Losardo         |
| Claudio Rissi      | Relator         |
| Luis Ziembrowski   | Florian Barrios |
| Harry Havilio      | Carlos Tulian   |
| Roberto Vallejos   | Parisi          |

## Ocenění
- Cena Goya za nejlepší zahraniční film ve španělštině